# Миримский, Самуил Ефимович
Самуи́л Ефи́мович Мири́мский (псевдоним — С. Е. Полета́ев; 7 марта 1922, Жудилово, Гомельская губерния) — русский писатель

, редактор.
До войны учился в МИФЛИ. Участник Великой Отечественной войны. В феврале 1942 года тяжело ранен и уволен из армии. Награждён медалями. Окончил МГУ им. М. В. Ломоносова (1945). Член Союза писателей СССР (1965) и Союза писателей Москвы Отличник народного просвещения РСФСР (1960).

## Сочинения
Издавались как отдельные повести (1975—1979), так и сборники рассказов, часто повторяющиеся из сборника в сборник.
Вот цитата предисловия к сборнику рассказов «Второе небо»:

«Внизу покачивается небо — то самое небо, которое люди видят с земли. Это небо часто застилается облаками, и они, облака, порой обрушиваются на землю дождями и снегом. Но отсюда, из самолёта, виднеется второе небо, вечно синее и чистое, и о нём, втором этом небе, думает сейчас Абуталиб. Мысли старого ашуга подобны высокому горному небу, на котором никогда не бывает облаков. Солнце, древнее, как вечность, царит в нём и всё освещает. От его нещадного света некуда укрыться. Выдержать его могут только добрые дела и чистая совесть».
О ком бы ни были рассказы этой книги — о бесстрашном ли подростке Куантае, убежавшем из интерната в степь, чтобы вместе с дедом пасти коней, о бойком ли на выдумки Тимке, выигравшем у писателя необыкновенное пари, или о Славке, пронзённом внезапной жалостью к жуку-носорогу — все рассказы проникнуты одной мыслью: человек прекрасен, когда дела его добры и совесть чиста.

Об этом и думал, пролетая над родными горами, старый дагестанский ашуг из рассказа «Второе небо».— С. Полетаев, «Второе небо»

### Проза
- Егорка меняет характер: Рассказы. М., 1960
- Бегство Куантая: Рассказы. М., 1962
- Антон и зяблик: Рассказы. М., 1965
- Лето в горах: Рассказы. М., 1967
- Лёнька едет в Джаркуль: Рассказы. М., 1969
- Второе небо: Рассказы и повести. М., 1972
- Алики-малики: Рассказы. М., 1973
- История двух беглецов: Повесть. М., 1975
- Волшебная трубка капитана: Повесть. М., 1977
- Озорники: Повесть. М., 1979
- Скворец № 17: Рассказы. М., 1982
- Последний коршун: Рассказы М., 1988
- Книга про себя. М., 2000
- Приключения Травки в Иерусалиме. М., 2002
- Семнадцать любопытных историй: Рассказы. М., 2003
- Секретная жизнь Сандрика. М., 2003
- Возвращение Бродягина. М., 2003